# Siège curule
Pour les articles homonymes, voir Siège.
 (avril 2025).
Si vous disposez d'ouvrages ou d'articles de référence ou si vous connaissez des sites web de qualité traitant du thème abordé ici, merci de compléter l'article en donnant les références utiles à sa vérifiabilité et en les liant à la section « Notes et références ».

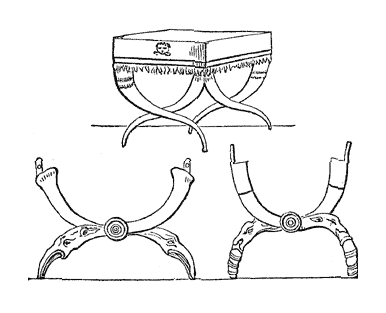
Schémas de siège curule.

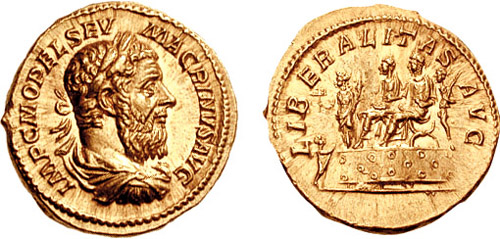
Macrin sur un aureus. Sur la face, l'empereur et son fils se reposent sur leurs sièges curules.

Le siège curule (en latin sella curulis, de currus, « chariot ») est un symbole du pouvoir en Rome antique, sur lequel pouvaient s'asseoir les magistrats et promagistrats romains possédant l’imperium (pouvoir de contraindre et de punir), c'est-à-dire les consuls, les dictateurs, les maîtres de cavalerie, les préteurs, et les édiles curules. Selon Plutarque, seul l'exercice d'une magistrature donnant droit à une chaise curule permettait à un client de s'affranchir de la tutelle de son patron.
Le flamine de Jupiter (flamen dialis) avait aussi droit de s'y tenir.
Si Jules César a été autorisé à s'asseoir sur un siège curule fait d'or, il était traditionnellement fait d'argent, avec les pieds incurvés formant un X large sans dossier ni accoudoirs. Le siège ne pouvait être ni plié ni transporté.

## Origines
Ce siège date de la Rome antique. Selon Tite-Live, le siège curule provenait d'Étrurie, et selon lui, Tarquin l'Ancien, roi de Rome d'origine étrusque, en aurait introduit l'usage à Vetulonia.
C'est une sorte de tabouret (et non une chaise qui, elle, possède un dossier) formé par deux pieds entrecroisés sur lesquels est tendu un morceau de tissu.
La forme de ce siège a été reprise par le style Directoire au début du XIXe siècle. C'est également la forme du siège Saramaca que l'on trouve en Guyane.

### Sources
- (en) Cet article est partiellement ou en totalité issu de l’article de Wikipédia en anglais intitulé « Curule chair » (voir la liste des auteurs).